# Franz Künstler
Franz Künstler (Künstler Ferenc,  Sósd, ahora Măureni, Rúmania, 24 de julio de 1900 - Bad Mergentheim, 27 de mayo de 2008) fue, a sus 107 años, el último veterano de guerra superviviente que combatió en la Primera Guerra Mundial en el bando del Imperio Austro-Húngaro. Después de la muerte del veterano otomano Yakup Satar a los 110 años el 2 de abril de 2008, fue también el último veterano superviviente de las Potencias Centrales de cualquier nacionalidad.

## Carrera militar
Künstler se alistó al ejército del Imperio Austro-Húngaro en Szeged en febrero de 1918 y fue asignado al regmineto de artillería (HFKR 5. k.u. Feldkanonen-Regiment/ - 5. honvéd tábori ágyúsezred). Combatió en el Frente italiano en la Batalla del Piave. Después del colapse del Imperio, luchó contra los comunistas en Hungría, y fue soldado hasta 1921. En la Segunda Guerra Mundial, sirvió seis meses en un acorazado en Ucrania.
Después de la Segunda Guerra Mundial, Künstler vivió en Niederstetten, Baden-Württemberg, y trabajó como guía de museo. Había sido expulsado por el gobierno comunista húngaro como parte de la etnia alemana.
Cuando se le preguntó sobre su nacionalidad, Künstler dijo que siempre se sintió conectado con la nación alemana y se vio a sí mismo como alemán. Era ciudadano húngaro hasta 1946, cuando obtuvo la ciudadanía alemana. En una entrevista concedida a la edad de 107 años a una revista austriaca, le preguntaron a Künstler sobre "lo más importante de la vida". Él respondió: "Yo era un hombre guapo y tuve muchas mujeres. Pero lo más importante es tener una buena esposa, con quien uno pueda compartir la vida."

## Muerte
Con la muerte en febrero de 2008 a los 107 años de Georg Thalhofer, Künstler se convirtió en el veterano más longevo de la Primera Guerra Mundial por el bando alemán. Murió por compliacaciones intestinales en Bad Mergentheim después de enfermarse en su última visita a Hungría.